# Шахтофон
Шахтофо́н (від шахта і … фон) — апаратура шахтного провідного гірничорятувального зв'язку, що забезпечує прямий двосторонній гучномовний зв'язок між підземною точкою і відділенням, яке виконує гірничорятувальні роботи. Шахтофон марки «Ш-1», активно використовуваний у кінці ХХ ст. — на початку ХХІ ст., складається з апарату бази і двох апаратів відділення. 
Апарат відділення поміщається в руці або кріпиться до спецодягу карабіном. «Ш-1» розрахований на безперервну роботу при температурі від 0 до 50 °C, відносну вологість до 90 % в умовах впливу вугільного пилу, загазовану атмосферу та ґрунтові води. 
Дальність зв'язку 5 км, безперервна робота без заміни джерел живлення — 100 годин, виконання іскробезпечне, маса комплекту разом з укладальним ящиком — 4,8 кг.